# Beloranib
Beloranib é uma molécula em fase de testes que poderá tornar-se um medicamento contra a obesidade. Durante os testes em humanos a molécula fez mulheres perderem aproximadamente 1 kg por semana, sem a realização de exercícios físicos e efeitos colaterais significativos. Trata-se de um methionine aminopeptidase 2 inhibitor (MetAP2). É propriedade da farmacêutica Zafgen dos Estados Unidos.